# Pittsford (hrabstwo Monroe)
Pittsford – wieś w Stanach Zjednoczonych, w stanie Nowy Jork, w hrabstwie Monroe.